# Johann Christoph Eduard Dubbers
Johann Christoph Eduard Dubbers (* 27. Juni 1836 in Bremen; † 25. August 1909 ebenda) war ein Bremer Kaufmann und dänischer Honorarkonsul.

## Leben
Johann Christoph Eduard Dubbers wurde am 27. Juni 1836 in Bremen geboren. Sein Vater war Johann Christoph Dubbers (1804–1877) und seine Mutter Margarethe Dubbers, geborene Helmken (1802–1870). Seine Ehefrau Maria Albine Dubbers, geborene Borchers (1845–1925) heiratete er am 19. Mai 1864. Ihr gemeinsames Kind hieß Johann Gerhard August Dubbers (1873–1959).
Johann Christoph Eduard Dubbers war ein Bremer Kaufmann und ab 1865 erster dänischer Honorarkonsul. In der etwa 40 km von Bremen entfernten Gemeinde Lübberstedt schuf er Ende des 19. Jahrhunderts, in der Nähe des Bahnhofs, den nach seinem Namen benannten Dubbers Park. Diesen Park gestaltete er mit einem hölzernen Jagdschloss, vier Fischteichen und einer sogenannten Wolfsschlucht. Der Park war aber auch sein eigenes Jagdrevier, welches er mit seinen Gästen bejagte. Das Lübberstedter Ausflugslokal Waldhaus, in dem er der berühmteste Gast war, verdankt ihm eine Eisenbahnstation. Somit war damals das Anwesen noch besser zu erreichen.
Seit dem Jahr 1865 hat die Familie Dubbers den Posten des dänischen Honorarkonsuls inne. Als Johann Christoph Eduard Dubbers am 25. August 1909 in seinem Geburtsort Bremen starb, führte sein Sohn Johann Gerhard August Dubbers den Posten weiter. Von 1954 bis 1972 führte der Neffe von Johann Gerhard August Dubbers – Eduard Nebelthau –  diesen Job weiter. Darauf folgte dann die Enkelin – Rita Dubbers-Albrecht (* 15. Dezember 1928 in Bremen) – von Johann Christoph Eduard Dubbers. Heute führt diese Familientradition, seit dem Jahr 2000, der Urenkel Eduard Dubbers-Albrecht weiter.